# 劉遵考
劉遵考（392年—473年），表字不詳，彭城郡人。劉宋宗室，宋武帝劉裕族弟。官至侍中、特進、左光祿大夫，封營浦縣侯。

## 生平

### 前期
劉遵考初為振武參軍，因參與討伐盧循而獲封鄉侯。後劉裕北伐後秦，遵考以建威將軍、彭城內史隨軍。由於劉裕諸子年紀尚幼，弟劉道規已逝，劉道鄰又留在國內荊州重地，其時能讓其任用的宗室就只有遵考一人，故在滅秦後以遵考督并州司州之河北河東北平陽、北雍州之新平安定五郡諸軍事、輔國將軍、并州刺史，領河東太守，鎮蒲阪。義熙十四年（418年），劉裕班師，但不久關中就遭夏國進攻，留守諸將又內鬥，最終劉裕雖派朱齡石代鎮長安亦無法扭轉局勢。關中被夏國侵奪後，遵考亦自并州南返，先後任游擊將軍及冠軍將軍。
劉裕篡晉後，因遵考宗室身份而封為營浦縣侯，食邑五百，又以冠軍將軍領彭城、沛二郡太守。

### 中期
景平元年（423年），轉右衞將軍，元嘉二年（425年）任征虜將軍、淮南太守。元嘉三年（426年），宋文帝誅殺徐羨之、傅亮及謝晦三位權臣，召劉遵考以使持節，領護軍入值殿省。謝晦被平定後，遵考出任使持節、督雍梁南北秦四州荊州之南陽竟陵順陽襄陽新野隨六郡諸軍事、征虜將軍、寧蠻校尉，雍州刺史，襄陽新野二郡太守。不過，遵考任內為政嚴苛殘暴，並且聚斂錢財，故在元嘉五年（428年）遭彈劾，但宋文帝不問其罪，讓其還都。元嘉七年（430年）又任太子右衞率，加給事中。元嘉八年（431年）二月轉督南徐兗州之江北淮南諸軍事、征虜將軍、南兗州刺史，領廣陵太守。不久又徵為侍中，領後軍將軍，隨後又轉任太常。
元嘉九年（432年）又調任右衞將軍，加散騎常侍。元嘉十五年（438年）又以本官兼領徐州大中正、太子中庶子。同年五月，遵考原本要出任徐兗二州刺史，但未出鎮就又獲射為侍中，領左衞將軍，至次年閏九月才為使持節、監豫司雍并四州南豫州之梁郡弋陽馬頭荊州之義陽四郡諸軍事、前將軍、豫州刺史，領南梁郡太守。元嘉二十一年（444年），因為遵考違反詔命，沒有賑濟因豫州旱災而受害的百姓而被免官。後起為散騎常侍、五兵尚書，又轉吳興太守，秩中二千石。元嘉二十五年（448年）又為領軍將軍。元嘉二十七年（450年），北魏兵臨江北瓜步，聲言渡江，遵考率軍沿江置守，假節蓋。
元嘉三十年（453年）正月，遵考再次任豫州刺史，但當年就遇太子劉劭弒父登位，劉劭進遵考號安西將軍，並派外監徐安期和仰捷祖防備他。遵考殺了安期等人，起兵響應討伐劉劭的南譙王劉義宣，並得對方進號為鎮西將軍。
孝建元年（454年），劉義宣起兵反叛宋孝武帝，孝武任劉遵考為征虜將軍，率兵屯駐臨沂縣。不久任吳興太守。孝建二年（455年），任湘州刺史、尚書左僕射；三年（456年）閏三月又任丹陽尹，加散騎常侍，同年九月再任尚書右僕射、領太子右衞率。
大明三年（459年）正月又轉領軍將軍，加散騎常侍。大明五年（461年）十二月，遵考再任尚書右僕射，金紫光祿大夫，散騎常侍。至次年九月轉尚書左僕射，領徐州刺史，大中正及崇憲太僕。

### 後期
永光元年（465年），宋前廢帝繼位，轉任特進，右光祿大夫，仍兼散騎常侍及崇憲太僕。同年前廢帝誅劉義恭等人，調遵考督南豫州諸軍事、安西將軍、南豫州刺史。亦在同一年，宋明帝殺前廢帝即位，以遵考為侍中、特進、右光祿大夫，領崇憲太僕，並給親侍三十人。次年崇憲太后路惠男去世，遵考解太僕職。泰始五年（469年）更獲賜几杖，太官四時賜珍味及太醫給藥的禮遇。泰豫元年（472年）四月，宋後廢帝即位，以遵考為左光祿大夫，仍任侍中、特進。
元徽元年六月乙卯日（473年7月20日）去世，享年八十二歲。朝廷追贈左光祿大夫，開府儀同三司，諡為元公。

## 性格特徵
遵考雖然歷任多個內外要職，但一切全因他是宗室近親，他本身就沒甚麼才能。年老時更因病失明。

## 关系
|             |             |             |             | 劉旭孫      |             |  |  |                 |                 |                 |                 |                 |                 |  |  |  |  |  |  |  |  |  |  |  |  |
|             |             |             |             |             |             |  |  |                 |                 |                 |                 |                 |                 |  |  |  |  |  |  |  |  |  |  |  |  |
|             |             |             |             |             |             |  |  |                 |                 |                 |                 |                 |                 |  |  |  |  |  |  |  |  |  |  |  |  |
| 劉混        | 劉混        | 劉混        | 劉混        | 劉混        | 劉混        |  |  | 劉淳            | 劉淳            | 劉淳            | 劉淳            | 劉淳            | 劉淳            |  |  |  |  |  |  |  |  |  |  |  |  |
| 劉混        | 劉混        | 劉混        | 劉混        | 劉混        | 劉混        |  |  | 劉淳            | 劉淳            | 劉淳            | 劉淳            | 劉淳            | 劉淳            |  |  |  |  |  |  |  |  |  |  |  |  |
| 劉靖        | 劉靖        | 劉靖        | 劉靖        | 劉靖        | 劉靖        |  |  | 劉巗            | 劉巗            | 劉巗            | 劉巗            | 劉巗            | 劉巗            |  |  |  |  |  |  |  |  |  |  |  |  |
| 劉靖        | 劉靖        | 劉靖        | 劉靖        | 劉靖        | 劉靖        |  |  | 劉巗            | 劉巗            | 劉巗            | 劉巗            | 劉巗            | 劉巗            |  |  |  |  |  |  |  |  |  |  |  |  |
| 宋孝帝 劉翹 | 宋孝帝 劉翹 | 宋孝帝 劉翹 | 宋孝帝 劉翹 | 宋孝帝 劉翹 | 宋孝帝 劉翹 |  |  | 劉涓子          | 劉涓子          | 劉涓子          | 劉涓子          | 劉涓子          | 劉涓子          |  |  |  |  |  |  |  |  |  |  |  |  |
| 宋孝帝 劉翹 | 宋孝帝 劉翹 | 宋孝帝 劉翹 | 宋孝帝 劉翹 | 宋孝帝 劉翹 | 宋孝帝 劉翹 |  |  | 劉涓子          | 劉涓子          | 劉涓子          | 劉涓子          | 劉涓子          | 劉涓子          |  |  |  |  |  |  |  |  |  |  |  |  |
| 宋武帝 劉裕 | 宋武帝 劉裕 | 宋武帝 劉裕 | 宋武帝 劉裕 | 宋武帝 劉裕 | 宋武帝 劉裕 |  |  | 營浦元公 劉遵考 | 營浦元公 劉遵考 | 營浦元公 劉遵考 | 營浦元公 劉遵考 | 營浦元公 劉遵考 | 營浦元公 劉遵考 |  |  |  |  |  |  |  |  |  |  |  |  |

## 子女
- 劉澄之
- 劉琨之，被竟陵王劉誕所殺。

## 延伸阅读
[在维基数据编辑]
 《宋書·卷51》，出自沈约《宋书》
 《南史·卷13》，出自李延壽《南史》